# FCGR1A
Высокоаффинный Fc-рецептор иммуноглобулинов гамма, тип I  (англ. High affinity immunoglobulin gamma Fc receptor I; FCGR1A; CD64А) — мембранный белок, продукт гена человека FCGR1A. Один из трёх типов Fc-рецептора к мономерным иммуноглобулинам изотипа IgG с высокой аффинностью CD64. Играет роль во врождённом и адаптивном типах иммунитета. Экспрессирован на моноцитах и макрофагах.

## Взаимодействия
FCGR1A связывается с FCAR. На клеточной мембране стабилизирован за счёт взаимодействия с белком рецептором FCER1G. Взаимодействует с белками EPB41L2, LAT и PPL, а также с HCK и LYN.
FCGR1A распознаёт Fc-фрагмент иммуноглобулина G (IgG) и приводит к активации клетки-хозяина через ITAM-мотив.

## Структура
Белок состоит из 374 аминокислот, содержит 3 дисульфидных связей и 7 участков N-гликозилирования молекулярная масса 42,6 кДа. Внеклеточный участок состоит из 3 внеклеточных иммуноглобулиновых доменов типа C2. Несколько серинов могут быть фосфорилированы.